# 第27戰鬥機聯隊 (納粹德國)
第27战斗机联队（德語：Jagdgeschwader 27，簡稱：JG 27）是隶属于纳粹德国空军的战斗机作战单位，該隊以其在非洲的表現而聞名。該部隊最著名的飛行員是「非洲之星」之稱的漢斯·約阿希·馬西里。